# Anoïkose
L'anoïkose est une forme spécifique d’apoptose, qui est due à un défaut d’interaction entre la cellule et la matrice extracellulaire : lorsque les intégrines de la cellule ne sont plus liées à des protéines de cette matrice, elles envoient un signal de mort cellulaire. Ce signal n'est pas envoyé s'il y a présence de points de contact focaux, il suffit quelquefois d'un seul point de contact focal, pour maintenir la cellule en vie.
Le terme a été inventé par Frisch et Francis dans un article publié dans le Journal of Cell Biology en 1994. Anoïkis, signifiant "être sans foyer" décrit métaphoriquement la réponse apoptotique de ces cellules en l'absence d'interactions cellule-matrice. Le mot est apparemment une construction grecque moderne formée de trois morphèmes : An ἀν- Privatif « sans », Oïk οἰκ- « maison » et -ις (extrait de -σις « état ou attribut ».

## Anoïkose et métastases
Le mécanisme par lequel les cellules tumorales invasives survivent à l’anoïkose est pratiquement inconnu. Des découvertes récentes suggèrent que la protéine TrkB (tropomyosine Kinase), mieux connue pour son rôle dans le système nerveux, pourrait être impliquée avec son ligand BDNF. Il semble que la TrkB puisse rendre les cellules tumorales plus résistantes à l'anoïkose en activant la cascade de signalisation de la phosphatidylinositol 3-kinase (PI3K). Dans le carcinome épidermoïde, certains chercheurs ont observé que la résistance à l'anoïkose peut être induite par le facteur de croissance des hépatocytes (HGF) qui active à la fois la kinase régulée par le signal extracellulaire (ERK) et la PI3K.
Dans d'autres tests, Mawji et al. ont montré que l'anisomycine peut rendre les cellules épithéliales métastatiques plus sensibles à l'anoïkose et réduire l'implantation de cellules tumorales circulantes in vivo. L'anisomycine présente cette activité antitumorale en diminuant partiellement le développement de la protéine inhibitrice FLIP. Dans un article connexe, le groupe de Schimmer a démontré que les niveaux de FLIP sont plus élevés dans les cellules métastatiques que dans les cellules non métastatiques, et que la réduction des niveaux de FLIP via l'ARNi (interférence par ARN) ou d'autres inhibiteurs de FLIP peut rendre les cellules métastatiques plus sensibles à l'anoïkose. Mawji et al. ont donc émis l’hypothèse que la réduction du FLIP pourrait être une stratégie thérapeutique durable pour contrer le développement des métastases (Op cit.).